# رهاشده (فیلم ۲۰۰۵)
فیلم رهاشده (به انگلیسی: Unleashed) که تحت عنوان دنی سگ (به انگلیسی: Danny the Dog) نیز شناخته می‌شود، فیلمی است در سبک حادثه‌ای-رزمی، به کارگردانی لویی لُتریر و محصول ۲۰۰۵. لوک بسون و جت لی از تهیه‌کنندگان فیلم هستند.

## بازیگران
جت لی
مورگان فریمن
باب هاسکینز

## داستان فیلم
دنی (جت لی) خودش هم نمی‌داند که سگ است یا انسان! حرف نمی‌زند؛ مثل سگ‌ها غذا می‌خورَد و هیچ شباهتی به یک انسان ندارد. حادثه‌ای جریان زندگی او را عوض می‌کند. او با یک پیرمرد نابینا به نام سام آشنا می‌شود. در یک تصادف، رئیسش می‌میرد. دنی فرار می‌کند و نزد سام می‌رود. سام او را به خانه‌اش می‌برد و اجازه می‌دهد تا با او و دخترش ویکتوریا زندگی کند. مدتی می‌گذرد و دنی خیلی کارها از سام و ویکتوریا یاد می‌گیرد. درحالی‌که این سه نفر در کمال آرامش زندگی می‌کردند، دوباره حوادثی پیش می‌آید که طی آن دنی متوجه می‌شود که رئیسش زنده است و...